# جاسوس‌افزار
جاسوس‌افزار (به انگلیسی: Spyware)، نوعی نرم‌افزار با رفتار بدخواهانه است؛ که می‌خواهد اطلاعاتی دربارهٔ یک فرد یا سازمان را جمع‌آوری کند و سپس آن اطلاعات را به یک موجودیت دیگر ارسال کند. این کار را برای آسیب زدن به کاربر انجام می‌دهد. مثلا می‌خواهد حریم خصوصی کاربر را نقض کرده و یا امنیت دستگاه او را به خطر بیندازد.
به بیانی دیگر جاسوس‌افزار یا نرم‌افزار جاسوسی مخفف دو کلمه‌ی Spy و Software نوعی بدافزار یا نرم‌افزار ناخواسته و مخرب است که برای افشای اطلاعات حساس، سرقت داده‌های مربوط به مصرف اینترنت، دسترسی یافتن و یا آسیب رساندن به دستگاه شما طراحی‌شده است.
اینگونه برنامه‌ها مستقیماً دارای اثر تخریبی نیستند و وظیفهٔ آن‌ها جمع‌آوری اطلاعات از روی کامپیوتر کاربر و نیز تحت نظر قرار دادن اعمال وی هنگام کار با رایانه و اینترنت است.
در نهایت این اطلاعات برای مقاصد خاص فرستاده می‌شود تا از آن‌ها در راه تجاری و تبلیغی و نظامی و نظارتی و… استفاده گردد.
«جاسوس‌افزارها به این دلیل وجود دارند که اطلاعات، ارزشمند هستند». این جمله، همهٔ دلایل وجود جاسوس‌افزارها و آگهی‌افزارها را در یک جمله خلاصه و جمع‌بندی می‌کند.

## تعریف
جاسوس‌افزار مانند ویروس و کرم نوعی بدافزار است. بدافزار به برنامه‌هایی گفته می‌شود که توانایی آسیب رساندن به یک سیستم کامپیوتری یا شبکه‌ای از کامپیوترها را دارند.
جاسوس‌افزار برنامه‌ای است که بدون اجازه کاربر روی سیستم کامپیوتری وی نصب شده، کنترل آن را از فرد می‌گیرد و اطلاعات شخصی وی را برای یک شخص ثالث می‌فرستد.

## تاریخچه
اولین باری که واژهٔ جاسوس‌افزار در موضوعات مربوط به نرم‌افزارهای کامپیوتری مورد استفاده قرار گرفت، به سال ۱۹۹۴ برمی‌گردد که یک پُست یوزنت حاوی این پیغام در خط موضوعش بود: “Info wanted on spy-ware”
اما استفاده از تکنیک‌های جاسوس‌افزار، یقیناً به قبل از استفاده از واژهٔ جاسوس‌افزار برمی‌گردد. کاربردهای نظامی جاسوسی، از دوران خیلی قدیم شناخته شده بود. نمی‌توان پذیرفت که تکنیک‌های جاسوس‌افزاری، قبل از ۱۹۹۴، توسط سازمان‌های ارتشی و اطلاعاتی استفاده نمی‌شده‌است.
در سال ۲۰۰۰، آقای گریگور فرند در توصیف دیوار آتش شخصی خود به نام زون آلارم، از واژه جاسوس‌افزار استفاده کرد. اما استفاده رسمی از این کلمه بعد از سال ۲۰۰۱ بود؛ زمانی که آقای استیو گیبسون، رئیس مرکز تحقیقات گیبسون، متوجه نصب یک نرم‌افزار تبلیغاتی روی سیستم کامپیوتری خود شد که اطلاعات شخصی او را برای فرد دیگری ارسال می‌کرد. به همین دلیل وی یک برنامه ضدجاسوسی طراحی کرد و آن را اوپت اوت نامید. 

## انواع
در یک تقسیم‌بندی کلی نرم‌افزارهای جاسوسی را می‌توان به دو دسته تقسیم کرد:
۳–۱- نرم‌افزارهای جاسوسی خانگی
نرم‌افزاری که معمولاً توسط صاحبان کامپیوترها به منظور آگاهی یافتن از تأثیرات اینترنت بر شبکه‌های کامپیوتری خودشان خریداری و نصب می‌گردد. مدیران از این نرم‌افزار برای آگاهی از فعالیت‌های کارمندان استفاده می‌کنند. بعضی افراد هم برای اطلاع از فعالیت‌های سایر اعضای خانواده این روش را به کار می‌برند. مانند مشاهده محتویات اتاق‌های گفتگو توسط والدینی که فرزندانشان در آن‌ها شرکت می‌کنند. همچنین این نوع جاسوس‌افزار می‌تواند توسط یک شخص ثالث بدون آگاهی صاحب کامپیوتر روی سیستم وی نصب شود و اطلاعات شخصی وی را جمع‌آوری کند.
۳–۲- نرم‌افزارهای جاسوسی تجاری
نرم‌افزاری است که شرکت‌ها برای تعقیب فعالیت‌های کاربران در اینترنت استفاده می‌کنند. این شرکت‌ها که وظیفه نصب جاسوس‌افزار روی سیستم‌های کامپیوتری دارند، اغلب اطلاعات حاصل را به بازاریابان می‌فروشند و آن‌ها کاربر را با تبلیغات خاص که با علائق وی مطابقت دارد و برایش جذاب است، مورد هدف قرار می‌دهند.
جاسوس‌افزار‌ها را می‌توان در ۹ دسته طبقه‌بندی کرد:
۱. Adware: هر نرم‌افزاری که تبلیغات را موقع اجرای برنامه در مرورگر وب یا به صورت pop-up نمایش می‌دهد. نرم‌افزار‌های Adware معمولاً با نرم‌افزار‌های رایگان یا برنامه‌های دیگر همراه هستند تا با این حقه آن‌ها را بر روی رایانه، تبلت یا تلفن هوشمند خود نصب کنید.
۲. ردیاب کوکی: این بدافزار الگو‌های وب‌گردی کاربر و فعالیت‌های آنلاین مانند بازدید از صفحات وب، جستجوها، هیستوری وب و دانلود‌ها را برای بازاریابی ردیابی می‌کند. شرکت‌هایی مثل فیس‌بوک و گوگل با استفاده از کوکی‌ها فعالیت‌های اینترنتی کاربران را برای تبلیغات هدفمند ردیابی می‌کنند.
تصویر شماره سه - تروآ‌ها بعد از نصب، داده‌های حساس را افشا کرده و حملات سایبری مثل حملات باج‌افزار‌ها را ترتیب می‌دهند.
۳. اسب تروآ یا تروجان: هر برنامه‌ای که با جعل ظاهر یک برنامه معتبر، کاربران را از قصد واقعی خود گمراه کند و به سرقت و جاسوسی اطلاعات کاربر بپردازد. «اسب تروآ» از داستانی متعلق به یونان باستان گرفته شده است که منجر به سقوط شهر تروآ شد. تروآ‌ها معمولاً از طریق مهندسی اجتماعی، پیوست آلوده‌ی ایمیل‌ها، فیشینگ و کمپین‌های فیشینگ منتشر می‌شوند. تروآ‌ها بعد از نصب، داده‌های حساس را افشا کرده و حملات سایبری دیگری مثل حملات باج‌افزار‌ها ترتیب می‌دهند.
۴. کی‌لاگر (Keylogger): نوعی نرم‌افزار مانیتورینگ صفحه کلید سیستم است که توسط مجرمان سایبری برای سرقت اطلاعات هویتی شخصی (PII)، اطلاعات محرمانه درمانی (PHI) و داده‌های سازمانی به منظور جاسوسی شرکت‌ها استفاده می‌شود. کارفرمایان از کی‌لاگر برای نظارت بر فعالیت‌های کامپیوتری کارکنان، والدین برای نظارت بر فعالیت‌های اینترنتی کودکان، صاحبان دستگاه برای ردیابی فعالیت‌های غیرمجاز، سازمان‌های مجری قانون برای فارنزیک دیجیتال یا رقبای تجاری برای جاسوسی صنعتی استفاده می‌کنند.
۵. Stalkerware: معمولاً روی دستگاه‌های تلفن همراه نصب می‌شود تا فعالیت و موقعیت مکانی صاحب تلفن توسط شخص سومی قابل ردیابی باشد.
۶. Stealware: این بدافزار‌ها معمولا روی سیستم‌های رایانه‌ای و گوشی همراه نصب می‌شوند تا کاربر را تحت نظر قرار بدهند. این نوع بدافزار‌ها درخواست‌ها را (بیشتر درخواست‌های پرداخت آنلاین) رهگیری و اعتبارنامه‌های دیجیتالی مثل گذرواژه یا اطلاعات کارت اعتباری قربانی را سرقت می‌کنند.
۷. سیستم‌مانیتور یا ناظران سیستمی: فعالیت‌های یک سیستم از کلیک‌ها و ایمیل‌ها گرفته تا وب‌سایت‌های بازدید شده و برنامه‌های لانچ‌شده را ضبط می‌کند. تیم‌های امنیت سایبری می‌توانند از سیستم‌مانیتور‌ها برای مانیتورینگ فرآیند‌های سیستم، شناسایی آسیب‌پذیری‌ها، نصب نرم‌افزارها، افزونه‌ها، نرم‌افزار‌های امنیتی یا آنتی‌ویروس‌ها، هماهنگی تنظیمات امنیتی و wipe کردن هارد درایو‌ها استفاده کنند. مجرمان سایبری نیز می‌توانند با استفاده از این نوع جاسوس‌افزار تمام روش‌های گفته‌شده در بالا را اکسپلویت کرده و از این طرق حملات خود را پیش ببرند.
۸. Web beacons: برای رصد مخفیانه‌ی دسترسی کاربر به کانتنتی خاص و تجزیه و تحلیل وب، تگ‌گذاری صفحات یا ردیابی ایمیل به کار می‌رود. شرکت‌ها با استفاده از Web beacons رفتار‌های آنلاین کاربران را ردیابی می‌کنند.
۹. جاسوس‌افزار‌های تلفن همراه: عموماً از طریق برنامه‌های آلوده یا پیام‌های متنی که آسیب‌پذیری‌ها را اکسپلویت می‌کنند، منتشر می‌شوند و برای اجرا نیازی به تعامل کاربر ندارند. به محض آلوده شدن تلفن‌های هوشمند یا تبلت‌ها، مواردی مثل لوکیشن کاربر، دوربین، میکروفون، تماس‌های تلفنی، کلیک‌ها و فعالیت‌های اینترنتی کاربران افشا می‌شود.

## راه‌های نفوذ
- پنجره‌های پاپ آپ

پنجره‌های کوچکی که به هنگام بازدید از سایت در برابر کاربر ظاهر می‌شوند و حاوی پیام‌های مختلفی برای فریب اشخاص می‌باشند. در این پنجره‌ها اغلب دکمه‌های مختلفی مانند قبول، لغو، بستن و… وجود دارد؛ ولی هیچ‌کدام از آن‌ها کار اصلی خود را انجام نمی‌دهند و با فشردن هر کدام از این دکمه‌ها جاسوس‌افزار روی سیستم نصب می‌شود.
- نرم‌افزارهای ضد جاسوس افزار

بعضی نرم‌افزارهای ضدجاسوسی به جای از بین بردن جاسوس‌افزار، آن را روی سیستم نصب می‌کنند. از برنامه‌های مطمئن و معروف برای بالا بردن امنیت سیستم خود استفاده کنید.
- برنامه‌های رایگان اینترنتی

امروزه بسیاری از کاربران اینترنت، بنا بر نیاز خود برنامه‌هایی را که به صورت رایگان روی اینترنت قرار گرفته دانلود و نصب می‌کنند.
اغلب صاحبان این برنامه‌ها در ازای دریافت مبلغی یا با اهداف تجاری دیگر، کد جاسوس‌افزار را در برنامه خود قرار می‌دهند و به هنگام نصب آن نرم‌افزار، جاسوس‌افزار نیز روی سیستم کامپیوتری قرار گرفته و شروع به کار می‌کند.
- سی دی‌ها و فلش‌ها

حافظه‌های جانبی قابل‌حمل، مانند سی دی و فلش به این علت که بین سیستم‌های زیادی جابه‌جا می‌شوند، حاوی برنامه‌های مخرب هستند.
۴–۵- سوء استفاده از ضعف امنیتی اینترنت اکسپلورر
بعضی از طراحان برنامه‌های مخرب که با ضعف‌های امنیتی اینترنت اکسپلورر آشنا باشند، می‌توانند در کد صفحه وب خود دستورهایی قرار دهند که به هنگام بازکردن آن صفحه با اینترنت اکسپلورر، جاسوس‌افزار روی کامپیوتر نصب شود.
- ویروس‌ها

برخی ویروس‌ها حاوی کدهایی برای نصب جاسوس‌افزار هستند.

## تمامی نشانه‌های یک جاسوس افزار
تشخیص آلوده بودن یک کامپیوتر به جاسوس‌افزار کار سختی نیست. سیستم آلوده نشانه‌های ساده‌ای دارد از جمله:
۵–۱- تغییر ناگهانی صفحه خانگی مرورگر
بعضی از جاسوس‌افزارها که برای اهداف تبلیغاتی طراحی می‌شوند، بدون اجازه کاربر صفحه خانگی مرورگر اینترنتی را تغییر می‌دهند. بسیاری از افرادی که سیستم آن‌ها آلوده شده، به‌طور مکرر صفحه خانگی مرورگر را مطابق میل خود تنظیم نموده و با تغییر دوباره آن مواجه می‌شوند.
۵–۲- ایجاد نوار ابزارهای جدید
از نشانه‌های دیگر وجود جاسوس‌افزار، ظاهر شدن نوار ابزارهای جدید، بدون خواست کاربر در پنجره مرورگر است.
- ظاهر شدن مداوم پنجره‌های پاپ آپ

اگر فرد به صورت مکرر و مداوم با پنجره‌های پاپ آپ مواجه شود، امکان وجود جاسوس‌افزار در سیستم کامپیوتری وی زیاد است.
- تغییر آدرس توسط مرورگر

بعضی جاسوس‌افزارها طوری تنظیمات مرورگر را تغییر می‌دهند، که برخلاف میل کاربر و بدون توجه به آدرس وارد شده در نوار آدرس یا نوار جستجو، صفحاتی را به وی نشان دهد که در جهت اهداف تبلیغاتی طراحان آن جاسوس‌افزار است.
- ایجاد آیکون‌های جدید روی صفحه نمایش

وجود آیکون‌های جدید و ناشناخته روی صفحه نمایش بدون خواست کاربر از نشانه‌های وجود جاسوس‌افزار است.
عدم کارایی بعضی کلیدهای صفحه کلید
جاسوس‌افزارها کارایی کلیدهای صفحه کلید را تغییر می‌دهند؛ به‌طوری‌که برای مثال کلید تب در پنجره مرورگر به جای جا به جایی روی پیوندها، کار دیگری انجام دهد.
- عملکرد کند کامپیوتر

از آنجایی که جاسوس‌افزار یک برنامه‌است، برای اجرا شدن به حافظه و پردازنده نیاز دارد و سرعت کامپیوتر را کاهش می‌دهد.
- خاموش شدن دیوار آتش و ضدویروس

جاسوس‌افزار برای این که به راحتی اطلاعات کاربر را برای شخص ثالث ارسال کند و همچنین تنظیمات سیستم کامیوتری را تغییر دهد، اغلب بدون اطلاع کاربر دیوار آتش و ضدویروس را غیرفعال می‌کند تا به اهداف خود دست یابد.

## مشکلات
- سرقت اطلاعات شخصی

جاسوس‌افزارها می‌توانند با دستیابی به کوکی‌ها، عادت‌های اینترنتی، اطلاعات کارت‌های اعتباری و بسیاری اطلاعات دیگر شما را جمع‌آوری کنند. همچنین با ثبت کردن کلیدهای فشرده شده توسط شما روی صفحه کلید، رمزهای عبور شما را به دست آورده و در اختیار افراد دیگر قرار دهند.
- تأثیر منفی روی عملکرد کاربر

ظاهر شدن مداوم پنجره‌های پاپ آپ، ایجاد نوار ابزارها و آیکون‌های جدید و ناشناخته، کاهش سرعت کامپیوتر، کاهش امنیت افراد در استفاده از اینترنت و سایر مشکلاتی که جاسوس‌افزار ایجاد می‌کند، بر عملکرد کاربران تأثیر می‌گذارد.
- کاهش کارایی سیستم

همان‌طور که گفته شد، چون جاسوس‌افزار نوعی برنامه است، حافظه و پردازنده کامپیوتر را مصرف می‌کند و کارایی سیستم را کاهش می‌دهد.
- استفاده از پهنای باند

جاسوس‌افزار برای ارسال اطلاعات نیاز به برقراری ارتباط از طریق اینترنت دارد و باید از پهنای باند استفاده کند.